# Acontia xuthota
Acontia xuthota är en fjärilsart som beskrevs av George Francis Hampson 1910. Acontia xuthota ingår i släktet Acontia och familjen nattflyn. Inga underarter finns listade i Catalogue of Life.